# Heinrich III. (Ortenburg)
Heinrich III. († 1345) war Sohn des Grafen Rapoto IV. von Ortenburg und stammt aus dem bayerischen Dynastengeschlecht der Ortenburger. Nach dem Tode seines Vaters folgte er diesem als amtierender Graf, wobei zunächst seine Mutter Kunigunde von Bruckberg die Vormundschaft übernahm.

## Leben und Wirken
Im Jahre 1296 folgte Heinrich III. minderjährig seinem verstorbenen Vater als Graf von Ortenburg. Offiziell übernahm er sein Amt jedoch erst mit nach dem Verzicht seiner Mutter auf die Regentschaft im Jahre 1321. Seine Vormünder waren bis dahin seine Mutter Kunigunde von Bruckberg, sein Großvater Diethelm von Bruckberg und sein Urgroßvater Graf Albrecht von Hals. Als einziges Kind seiner Eltern erwarb Heinrich nach deren Ableben all ihre Güter. So kommt es nach den großen Erbteilungen und den gewalttätigen Auseinandersetzungen des gräflichen Hauses Ortenburg im 12. Jahrhundert nicht zu weiteren großen Gebietsverlusten.
Im Jahre 1311 hat Heinrich III. Anteil an der „Ottonischen Handfeste“, in derer Herzog Otto, der wegen eines Krieges um die ungarische Königskrone in eine finanzielle Notlage geraten war, in der die niedere Gerichtsbarkeit auf niederbayerischem Gebieten im Gegenzug für eine Steuer mit 70 adeligen Familien geteilt wurde. Dies bedeutete eine große Machterweiterung für die kleine Grafschaft Ortenburg. Ob und inwieweit Heinrich III. in die Kämpfe Herzog Ottos zwischen 1309 und 1311 um die böhmische Königskrone involviert war, ist unbekannt.
Heinrich III. schien ein gutes Verhältnis zu den Herzögen Heinrich dem Älteren, Otto III. und Heinrich dem Jüngeren gehabt zu haben, da diese ihm im Jahre 1319 die Herrschaft Wildeneck (Wildenegg), ein dem Kloster Mondsee gehörendes Vogteigut, übereigneten, welche einst schon seine Vorfahren innehatten. Zusätzlich erließen die Herzöge all die darauf liegenden Lasten.
Des Weiteren tritt Heinrich in den folgenden Jahren oft als Zeuge in Urkunden der bayerischen Herzöge auf, unter anderem am 24. April 1336 für Herzog Heinrich XIV. bei dem mit Kaiser Ludwig dem Bayern beschlossenen Waffenstillstand.

## Nachkommen
Heinrich III. war mit Adelheid von Schaunberg und mit Sophie von Henneberg verheiratet. Aus der ersten Ehe entstammt folgendes Kind:
- Heinrich IV. († 1395), ⚭ Agnes von Hals